# Dicranoptycha leucopoda
Dicranoptycha leucopoda är en tvåvingeart som beskrevs av Alexander 1953. Dicranoptycha leucopoda ingår i släktet Dicranoptycha och familjen småharkrankar.
Artens utbredningsområde är Guatemala. Inga underarter finns listade i Catalogue of Life.